# Dracula velutina
Dracula velutina es una especie de orquídea epifita. Es originaria de Colombia.

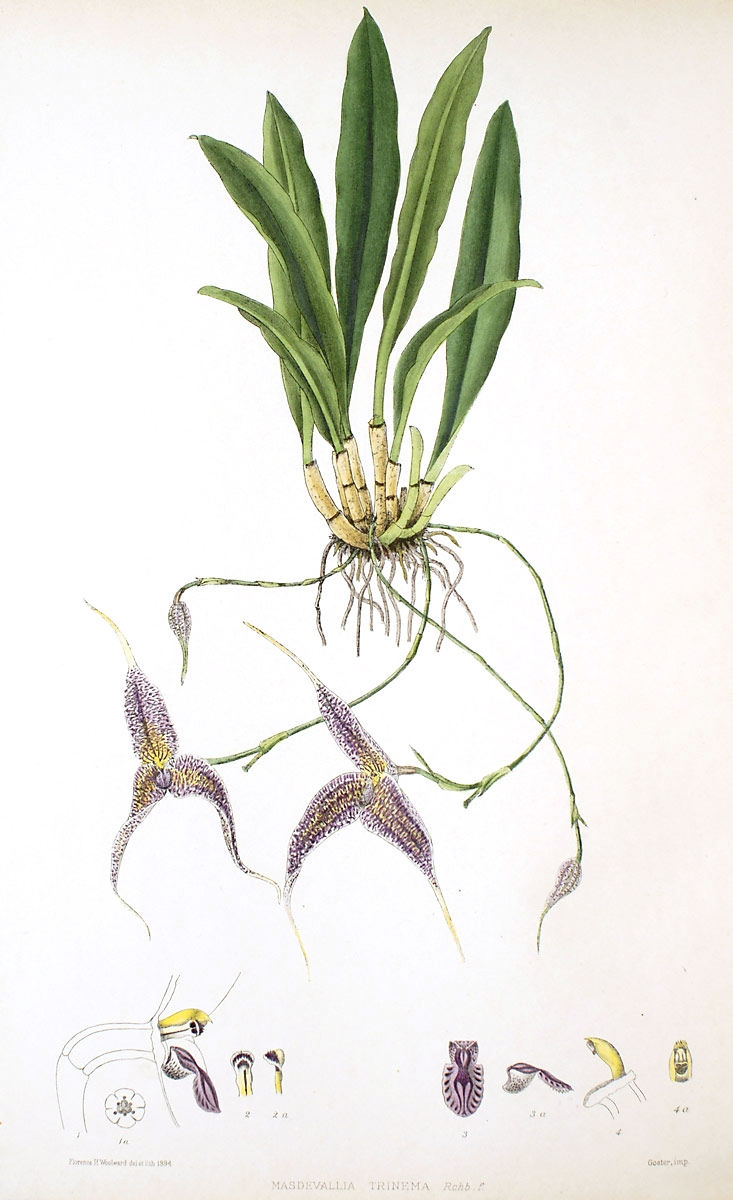
Dracula velutina
(como sin. Masdevallia trinema)
placa en:
Florence H. Woolward
The Genus Masdevallia
(1896)

## Descripción
Es una orquídea de tamaño pequeño, con hábito de epifita y con ramicaules robustos, erguidos, que están envuelto basalmente por 2-3 vainas sueltas, tubulares y que llevan una sola hoja, apical, erecta, delgadamente coriáceas, carinada, estrechamente elíptica, aguda, que se estrecha gradualmente abajo en la base peciolada conduplicada. Florece en una inflorescencia múltiple, de 7,5 a 10 cm  de largo, con 2 flores que surgen de baja en el ramicaule en el invierno, la primavera.

## Distribución y hábitat
Se encuentra en Antioquia en Colombia en los bosques nubosos. 

## Taxonomía
Dracula velutina fue descrita por (Rchb.f.) Luer   y publicado en Selbyana 2: 198. 1978.
Etimología
Dracula: nombre genérico que deriva del latín y significa: "pequeño dragón", haciendo referencia al extraño aspecto que presenta con dos largas espuelas que salen de los sépalos.
velutina; epíteto latíno que significa "aterciopelado".
Sinonimia
- Masdevallia velutina Rchb.f. (Basionym)
- Masdevallia microglochin Rchb.f.
- Masdevallia trinema Rchb.f.
- Masdevallia lactea Kraenzl.
- Dracula lactea (Kraenzl.) Luer
- Dracula microglochin (Rchb.f.) Luer
- Dracula trinema (Rchb.f.) Luer[5][6]